# Copa Constitució 2021
La Copa Constitució 2021 è stata la 30ª edizione della Coppa di Andorra di calcio, iniziata il 17 febbraio 2021 e terminata il 30 maggio 2021. L'Inter Escaldes era la squadra campione in carica. Il Sant Julià ha conquistato il trofeo per la sesta volta nella sua storia.

## Turno eliminatorio
Il sorteggio è stato effettuato il 10 febbraio 2021.
| 17 febbraio 2021 |       |                    |
| Carroi           | 2 - 0 | CF Atlètic Amèrica |
| Penya Encarnada  | 2 - 1 | Ordino             |
| 18 febbraio 2021 |       |                    |
| FC Santa Coloma  | 7 - 0 | Encamp             |
| UE Santa Coloma  | 4 - 0 | FS La Massana      |

## Quarti di finale
| 3 marzo 2021     |       |                 |
| Inter Escaldes   | 2 - 0 | Carroi          |
| Sant Julià       | 4 - 1 | Penya Encarnada |
| 4 marzo 2021     |       |                 |
| Atlètic Escaldes | 3 - 0 | UE Santa Coloma |
| Engordany        | 0 - 1 | FC Santa Coloma |

## Semifinali
| 14 aprile 2021  |             |                  |
| Inter Escaldes  | 1 - 2       | Sant Julià       |
| 15 aprile 2021  |             |                  |
| FC Santa Coloma | 1 - 2 (dts) | Atlètic Escaldes |

## Finale
| Arbitro: | Maciel De Queiros |

|                               |           |           |
| Bakari 42’ Brito 90+2’ (aut.) | Marcatori | 37’ Zugić |